# Maerua decumbens
Maerua decumbens är en kaprisväxtart som först beskrevs av Adolphe-Théodore Brongniart, och fick sitt nu gällande namn av Dewolf. Maerua decumbens ingår i släktet Maerua och familjen kaprisväxter. Inga underarter finns listade i Catalogue of Life.